# Neocrex
Neocrex P. L. Sclater e Salvin, 1869 è un genere di uccelli della famiglia dei Rallidi.

## Tassonomia
Comprende due sole specie:
- Neocrex erythrops (P. L. Sclater, 1867) - schiribilla beccorosso;
- Neocrex colombiana Bangs, 1898 - schiribilla colombiana.

## Descrizione
Presentano entrambi regioni superiori di colore marrone uniforme, regioni inferiori di color grigio ardesia, zampe rosse e becco giallo-verdastro con la base rossa, ma la schiribilla colombiana ha la regione ventrale posteriore di colore cannella chiaro uniforme e il sottoala bianco, mentre nella schiribilla beccorosso queste regioni sono ricoperte da una serie di strisce e le narici sono più larghe. Nell'aspetto generale somigliano entrambe al rallo di Zapata di Cuba, di maggiori dimensioni.

## Distribuzione e habitat
Questi Rallidi di medie dimensioni sono originari del Centro e del Sudamerica, ma occupano areali distinti e condividono gli stessi habitat solamente a Panama. La schiribilla colombiana, poco conosciuta, sembra essere piuttosto rara, mentre la schiribilla beccorosso è più diffusa, ha colonizzato recentemente le Galápagos e sta espandendo il proprio areale attraverso l'America Centrale.